# Рубикис, Айнарс
Айнарс Рубикис (латыш. Ainārs Rubiķis; 14 июля 1978, Рига) — латвийский дирижёр, привлекший международное внимание как победитель Третьего Международного конкурса дирижёров имени Густава Малера в 2010 году.
В 2012—2015 гг. был главным дирижёром Новосибирского государственного академического театра оперы и балета. В 2018 году приступит к обязанностям главного дирижёра Комише опер в Берлине.
Лауреат премии «Золотая маска» (2014) в номинации «лучшая работа дирижёра в оперетте или мюзикле» за постановку «Мессы» Леонарда Бернстайна.